# Elenor Gordon

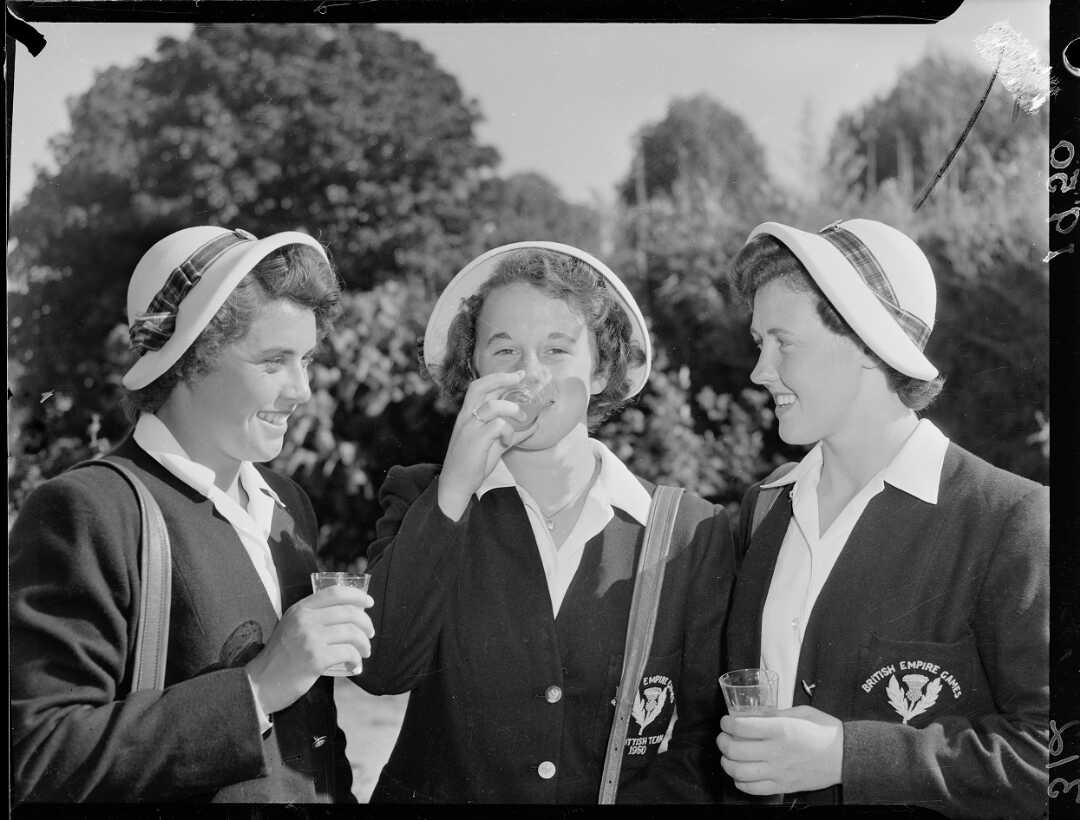
Die schottische Staffel von links nach rechts: Elizabeth Turner, Elenor Gordon und Margaret Girvan (British Empire Games 1950)

Helen Orr „Elenor“ Gordon, nach Heirat McKay (* 10. Mai 1933 in Hamilton, South Lanarkshire; † 5. Juli 2014 in Wishaw, North Lanarkshire) war eine britische Schwimmerin. Sie gewann eine olympische Bronzemedaille und drei Goldmedaillen bei Commonwealth Games.

## Karriere
Elenor Gordon nahm 1948 an den Olympischen Spielen in London teil. Sie erreichte das Halbfinale im 200-Meter-Brustschwimmen als Vierte ihres Vorlaufs. Dann schied sie als Letzte des zweiten Halbfinales aus. Bei den British Empire Games 1950 in Auckland gewann sie den Wettbewerb im 220-Yards-Brustschwimmen. Die schottische 3-mal-110-Yards-Lagenstaffel mit Elizabeth Turner, Elenor Gordon und Margaret Girvan gewann die Bronzemedaille hinter Australien und England. 1952 bei den Olympischen Spielen in Helsinki trat Gordon wieder im 200-Meter-Brustschwimmen an. Sie gewann ihren Vorlauf vor der Ungarin Klára Killermann und belegte in ihrem Halbfinale den zweiten Platz hinter der Ungarin Éva Székely. Im Finale gewann Éva Székely vor ihrer Landsfrau Éva Novák. Drei Sekunden hinter Novák schlug Elenor Gordon als Dritte hauchdünn vor Klára Killermann an und verhinderte so einen Dreifacherfolg der Ungarinnen. Zwei Jahre später war Vancouver Austragungsort der British Empire and Commonwealth Games 1954. Gordon gewann erneut den Wettbewerb über 220 Yards Brust. Die schottische Lagenstaffel mit Margaret McDowell, Elenor Gordon und Margaret Girvan siegte vor den Staffeln aus Südafrika und aus Australien. 1956 in Melbourne nahm Elenor Gordon-McKay zum dritten Mal im Brustschwimmen an Olympischen Spielen teil. Sie erreichte das Finale als Dritte ihres Vorlaufs und belegte im Endlauf den sechsten Platz.
Sie widmete sich danach ihrer Familie. In den 1990er Jahren war sie als Altersklassen-Schwimmerin noch einmal erfolgreich. 2003 wurde Elenor Gordon in die Scottish Sports Hall of Fame aufgenommen.